# Lorenz Frølich

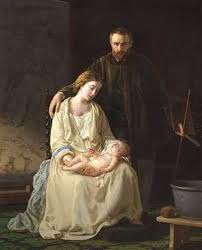
Lorenz Frolich con la moglie e la figlia, dipinto del 1860.

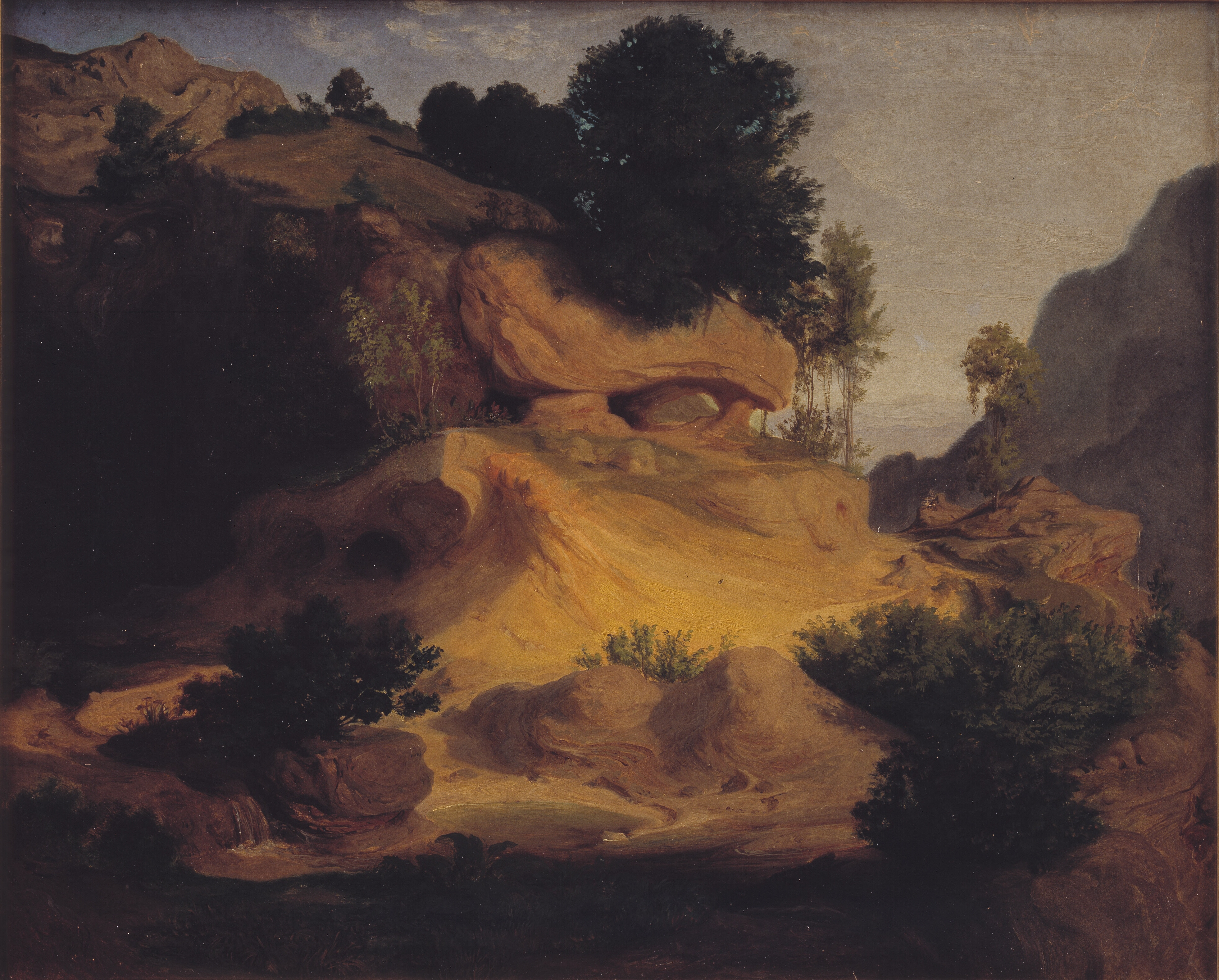
Paesaggio vicino Subiaco Statens Museum for Kunst (Copenaghen).

Lorenz Frølich (Copenaghen, 25 ottobre 1820 – Hellerup, 25 ottobre 1908) è stato un pittore, illustratore, fotografo e docente danese.

## Biografia
Lorenz Frølich si formò a Copenaghen con Christoffer Wilhelm Eckersberg, a Dresden con Eduard Julius Bendemann e a Parigi con
Ha avuto i primi riscontri come artista proprio a Parigi, dove ha esposto più volte al Salon dell'Académie des Beaux-Arts. Durante questi anni svolse anche un'attività di didatta infatti nel 1877 fu nominato professore alla Royal Danish Academy of Art di Copenaghen.
Ha decorato sale della Corte d'appello di Flensbourg.
Oltre alla sua attività di pittore, oggi è noto per le sue numerose illustrazioni e copertine di libri. Tra i soggetti prediletti dei suoi lavori, le Fiabe di Hans Christian Andersen e la mitologia norrena.

## Illustrazioni di libri
- Histoire d'une bouchée de pain di Jean Macé, 1888;
- Les fées de la mer di Alphonse Karr, 1860, riprodotto nel 1963.